# 科伊瓦拉斯
科伊瓦拉斯（葡萄牙語：Coivaras）是巴西皮奥伊州的一个市镇。总面积506.719平方公里，总人口3785人，人口密度7.5人/平方公里。